# Uroleucon gigantiphagum
Uroleucon gigantiphagum är en insektsart som beskrevs av Moran 1985. Uroleucon gigantiphagum ingår i släktet Uroleucon och familjen långrörsbladlöss. Inga underarter finns listade i Catalogue of Life.